# Lutherkirche (Ludwigshafen am Rhein)

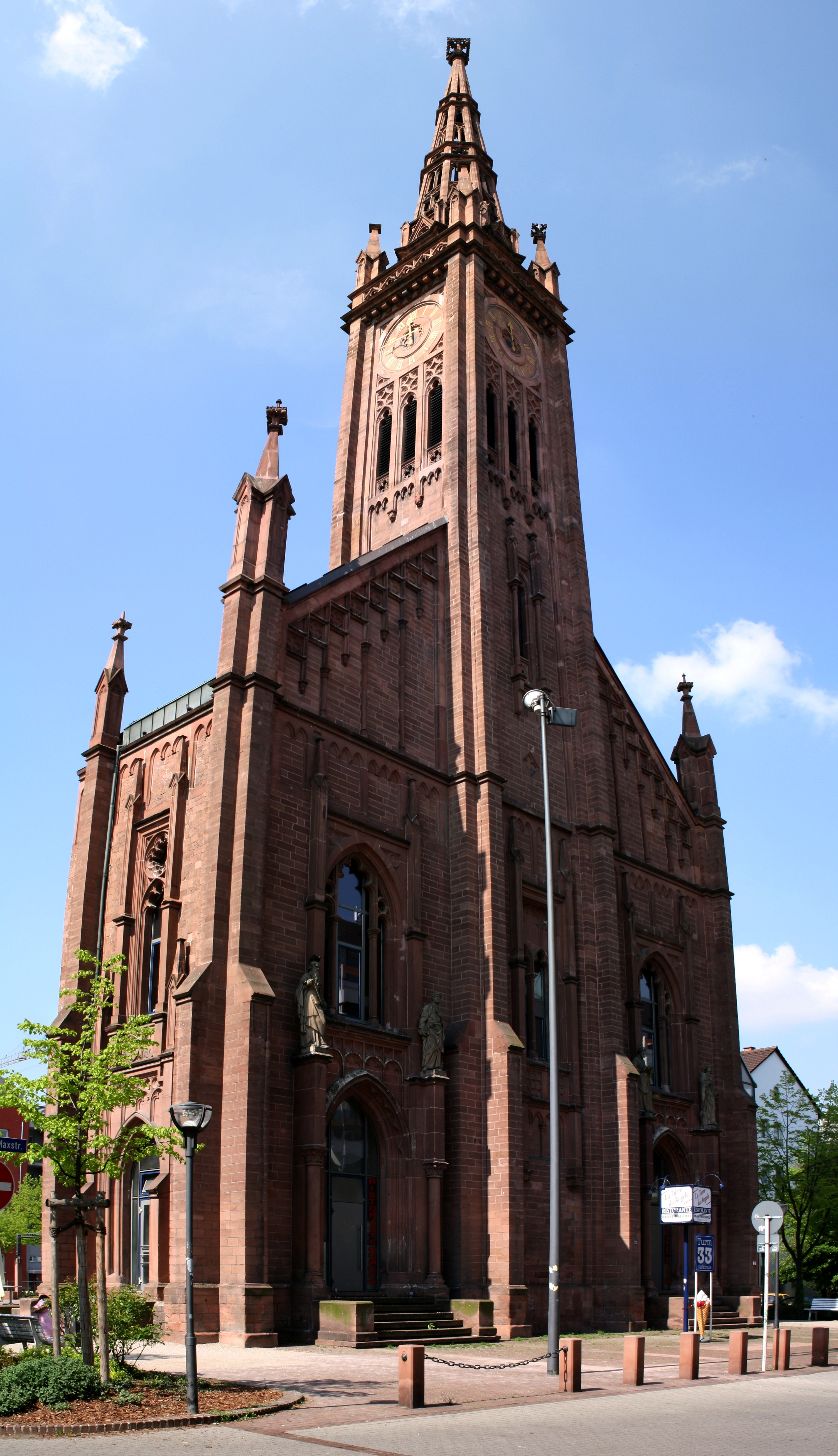
Lutherkirche in Ludwigshafen am Rhein

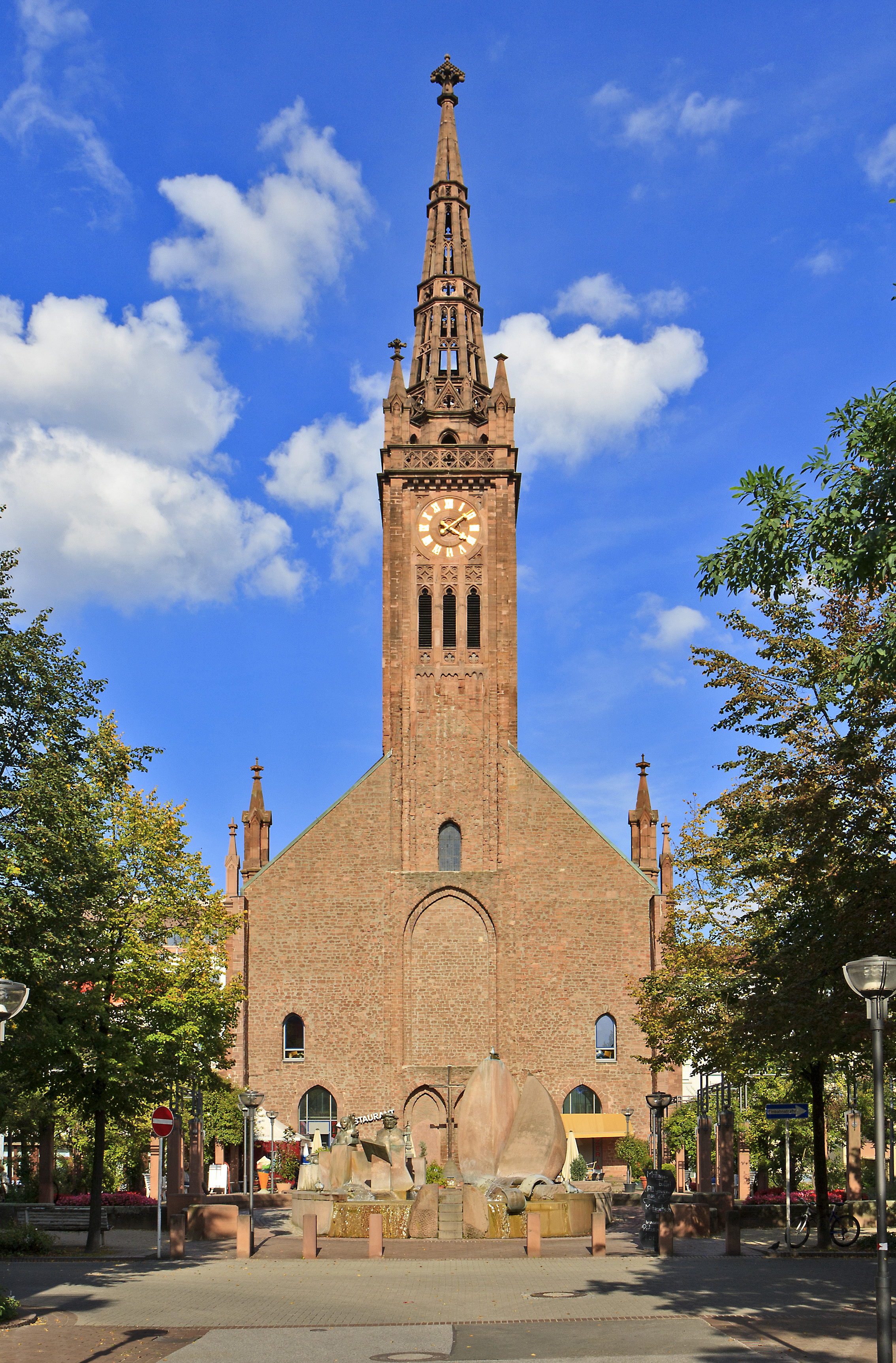
Im Vordergrund der Lutherbrunnen an der Stelle des zerstörten Kirchenschiffes

Die Lutherkirche war der älteste protestantische Kirchenbau in Ludwigshafen am Rhein. 
Ihr 61 Meter hoher erhaltener Turm ist prägend für die Ludwigshafener Stadtsilhouette. Das Kirchenschiff wurde im Zweiten Weltkrieg zerstört, der erhaltene Turm wird heute gastronomisch genutzt.

## Geschichte

Lutherkirche um 1880

Nachdem die Gottesdienste seit 1854 gemeinsam mit den Katholiken in einer Simultankirche (der späteren Ludwigshafener Synagoge) gefeiert worden waren, erwarb das Presbyterium der protestantischen Kirchengemeinde für 3000 Gulden einen Bauplatz an der Maxstraße. Gegen die Pläne des Konsistoriums in Speyer und der Kirchengemeinde beauftragte die bayerische Regierung den Architekten August von Voit (München) mit der Ausführung des Baus. Sein Entwurf wurde am 8. April 1858 genehmigt. Im August des Jahres begannen die Arbeiten, ausgeführt von den Ludwigshafener Baumeistern Joseph und Wendelin Hoffmann. Am 27. November 1864 wurde die Kirche geweiht, nachdem das 1855 errichtete ständige Vikariat Ludwigshafen bereits im Juni 1862 aus dem Verbund mit der protestantischen Kirchengemeinde Oggersheim herausgelöst und als eigene Pfarrei verselbständigt worden war.
Das neugotische Langhaus bestand aus außen behauenem, innen verputztem rotem Sandstein aus den Steinbrüchen der Pfälzischen Eisenbahnen. Der dreischiffige Innenraum mit einer Länge von 38,65 Metern und einer Breite von 20,45 Metern verfügte über 1000 Sitz- und rund 600 Stehplätze.
Die Kirche blieb fast zwanzig Jahre lang ein Torso. 1863/1864 wurde noch das Pfarrhaus errichtet. Für weitere Baumaßnahmen fehlten vorläufig die finanziellen Mittel. Erst 1872/1873 wurden Innenputz- und Stuckarbeiten ausgeführt und die Orgelempore vollendet. Die Orgel selbst stammte von dem Orgelbauer Wilhelm Sauer aus Frankfurt an der Oder und wurde am 28. Juni 1874 eingeweiht.
Eine Kollekte und Lotterieeinnahmen brachten 1878 die nötigen Mittel für den Bau des noch fehlenden Turmes auf, der 1880 nach Plänen des Baurats Voit, einem Sohn des zwischenzeitlich verstorbenen Architekten der Kirche, vollendet wurde. An Stelle der ursprünglich geplanten Schieferverkleidung genehmigte die Regierung auf Ansuchen des Presbyteriums das noch heute vorhandene durchbrochene gotische Sandsteinwerk als Turmhelm. Mit der Aufstellung von vier Evangelistenfiguren des Karlsruher Bildhauers Karl Friedrich Moest fand der Kirchenbau 1883 seinen Abschluss. Für die wachsende Gemeinde erwies er sich schon wenige Jahre später als zu klein. 1887 wurde eine II. Pfarrstelle eingerichtet und 1895 als eigene Pfarrei für den nördlichen Stadtteil abgetrennt. Hier entstand in den Jahren 1892 bis 1894 die Apostelkirche.
Erst anlässlich des Reformationsjubiläums 1917 erhielt die Kirche den Namen Lutherkirche. Das Kirchenschiff fiel im Zweiten Weltkrieg den Bombenangriffen auf Ludwigshafen zum Opfer, der Turm blieb als Mahnmal erhalten. Die Fläche des ehemaligen Kirchenschiffs wurde in den 1990er Jahren neu gestaltet und durch den Lutherbrunnen ergänzt. Im Turm selbst befinden sich ein Café und Restaurant.
Für Gottesdienste dient heute die nach dem Krieg als Bartningsche Notkirche in unmittelbarer Nachbarschaft errichtete Melanchthonkirche.

## Glocken

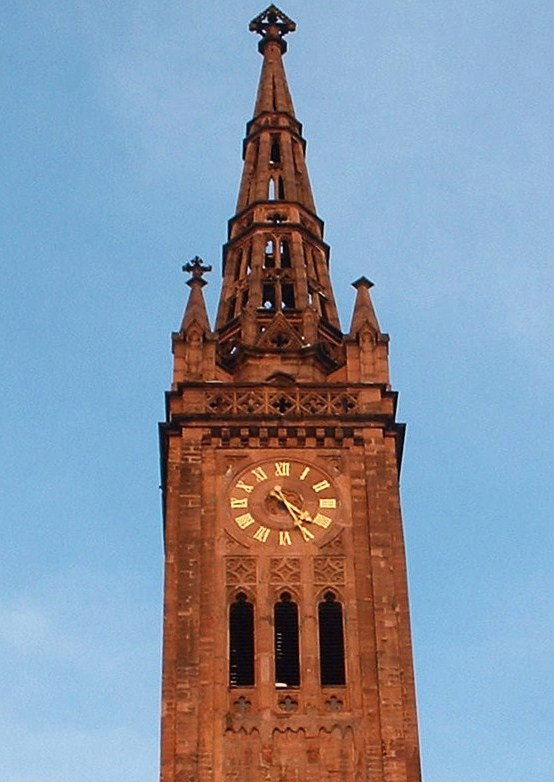
Oberer Teil des Lutherkirchturmes mit Turmuhr und Schallfenstern

Das alte Geläut in der Schlagtonfolge es1–g1–b1–c2 wurde bis auf die kleinste Glocke vernichtet. Auf Wunsch der Gemeinde sollte der Turm wieder ein neues Geläut erhalten. Eine schwingungsdynamische Untersuchung ergab jedoch, dass der nach der Zerstörung der Kirche geschwächte Turm nicht imstande sei, ein solches Geläut wie das frühere zu tragen.
Dieses Problem wurde umgangen, indem der damalige Glockensachverständige Theo Fehn nach langer Bedenkzeit ein musikalisch bemerkenswertes Geläut aus zwei Grund- und vier Cymbelglocken disponierte; die verbliebene kleine Glocke fand keine Verwendung mehr. 
Die große Tonlücke zwischen der kleineren Grundglocke und der größten Cymbelglocke (ges1–as2 = Intervall einer großen None) musste im Vorhinein ausgespart werden, da Glocken in diesem Bereich die Eigenfrequenz des Turmes erregt und ihn somit durch Aufschaukeln beschädigt hätten. Damit sich die wesentlich kleineren Cymbelglocken gegenüber den beiden großen Glocken behaupten können, mussten sie in überschwerer Rippenkonstruktion gegossen werden. Wenn innerhalb eines Geläuts die relative Schwere mit steigender Tonhöhe der Glocken zunimmt, spricht man von Rippen-Progression. Unter Rücksichtnahme auf den Teiltonaufbau der jeweiligen Glocken kommt es bis auf den bewusst geplanten, verdeckten Tritonus ges1–c3 zu keinerlei Reibungen und Dissonanzen. Keine der einzelnen Glocken weist eine standardmäßige Ausführung (mittelschwere Moll-Oktav-Rippe) auf.
1971 goss Karl Stumpf von der Karlsruher Glocken- und Kunstgießerei die sechs Glocken. Das Geläut des Ludwigshafener Lutherkirchturms ist in seiner Ausführung einzigartig in Deutschland.
| Glocke (Nr.) | Bezeichnung   | Durchmesser (mm) | Masse (kg) | Schlagton (HT-1/16) | Rippenkonstruktion (musikalisch, technisch) |
| 1            | Grundglocken  | 1262             | 1185       | es1 0+4             | Moll-Oktav-Rippe, leicht                    |
| 2            | Grundglocken  | 1105             | 841        | ges1 +6             | Dur-Oktav-Rippe, mittelschwer               |
| 3            | Cymbelglocken | 585              | 156        | as2 0+6             | Dur-Oktav-Rippe, überschwer                 |
| 4            | Cymbelglocken | 497              | 111        | b2 0+5              | Moll-Oktav-Rippe, überschwer                |
| 5            | Cymbelglocken | 443              | 86         | c3 0+4              | Moll-Oktav-Rippe, überschwer                |
| 6            | Cymbelglocken | 370              | 52         | es3 0+6             | Moll-Oktav-Rippe, überschwer                |

## Lutherbrunnen
Der Lutherbrunnen ist ein Denkmal von Gernot und Barbara Rumpf aus dem Jahr 1992, das sich auf dem Platz der ehemaligen Lutherkirche befindet. 
Der Brunnen wurde am 26. Juni 1992 eingeweiht, nachdem die Protestantische Kirchengemeinde Ludwigshafen-Mitte vorher durch eigene Mittel und durch Spendensammlungen dafür die Initiative ergriffen hatte. Die Gesamtkosten betrugen 600.000 DM. 200.000 Mark wurden durch Spenden aufgebracht. Die Evangelische Kirche der Pfalz und die Stadt Ludwigshafen steuerten jeweils 200.000 Mark bei.
Der Brunnen ist das einzige Denkmal, das Martin Luther gemeinsam mit seiner Frau Katharina von Bora zeigt. Gleichzeitig spielt der Brunnen auf Luthers Konflikt mit dem Papst Leo X. an. 

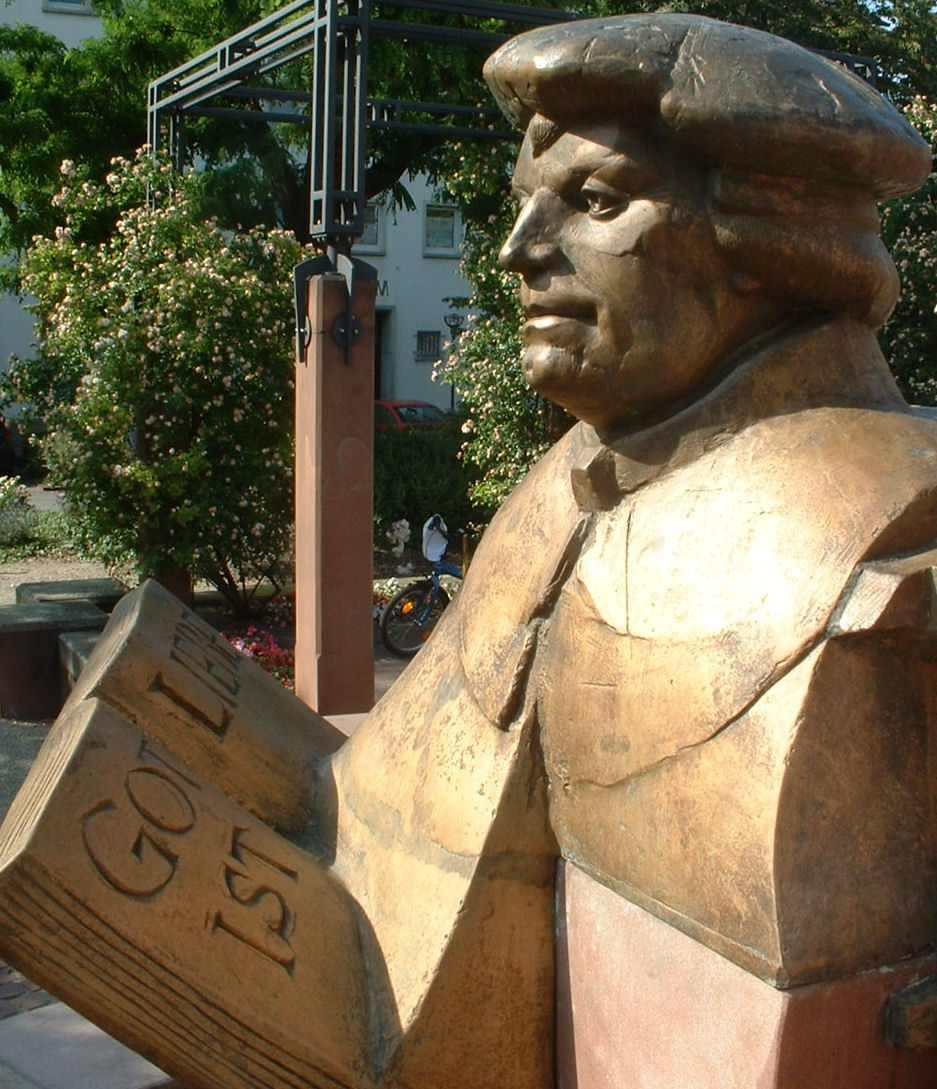
Martin Luther
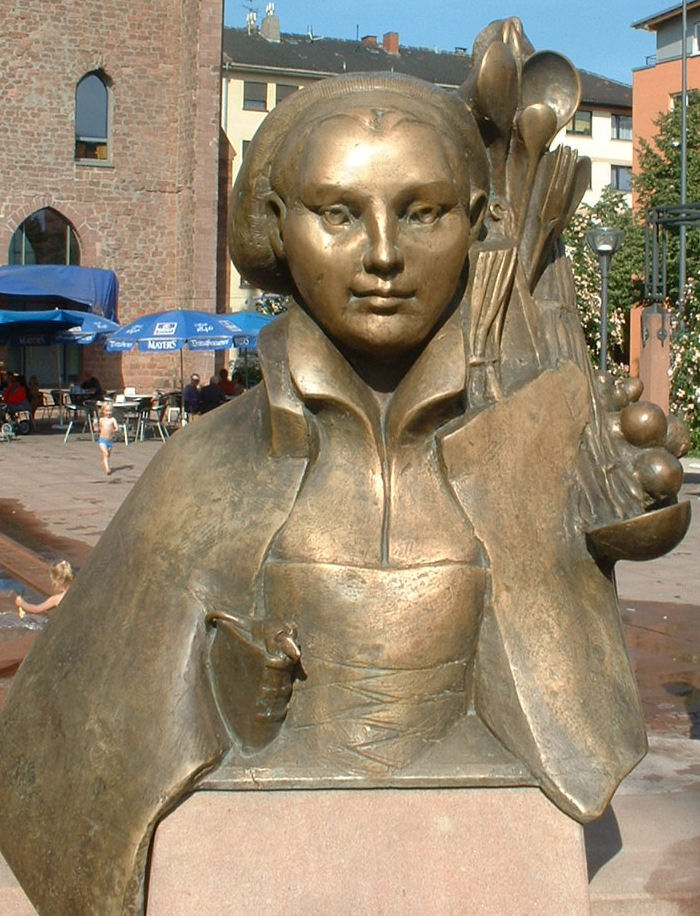
Katharina von Bora
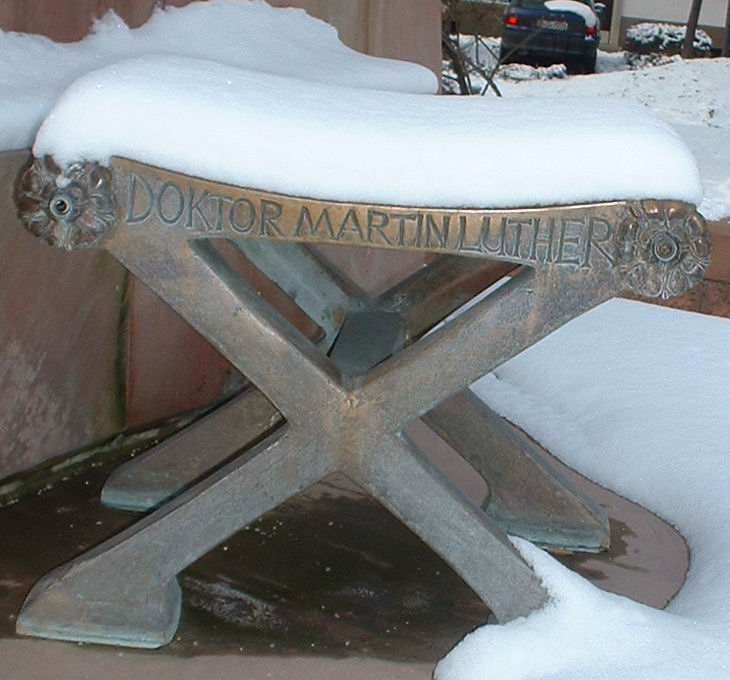
Luthers Hocker
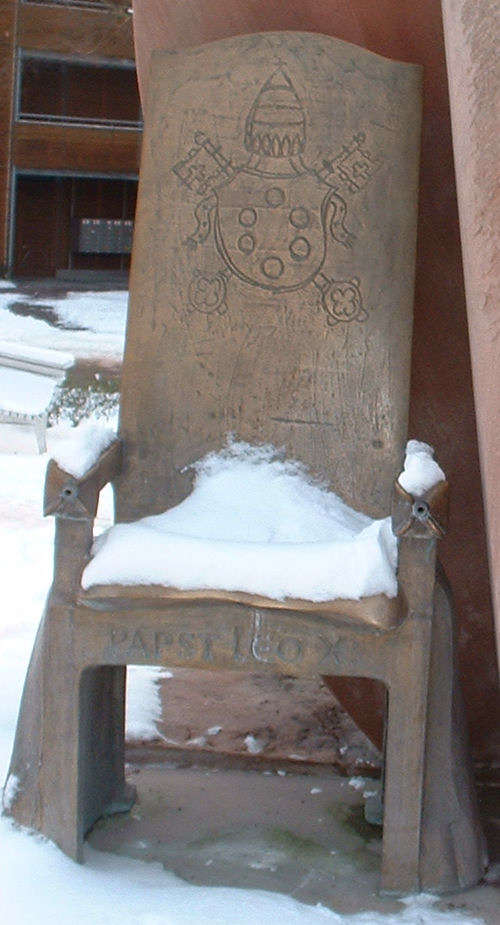
Papststuhl